# Gergelyiugornya
Gergelyiugornya 1969 óta Vásárosnaményhoz tartozó egykori község, mely 1939-ben keletkezett Gergelyi és Ugornya egyesítésével.

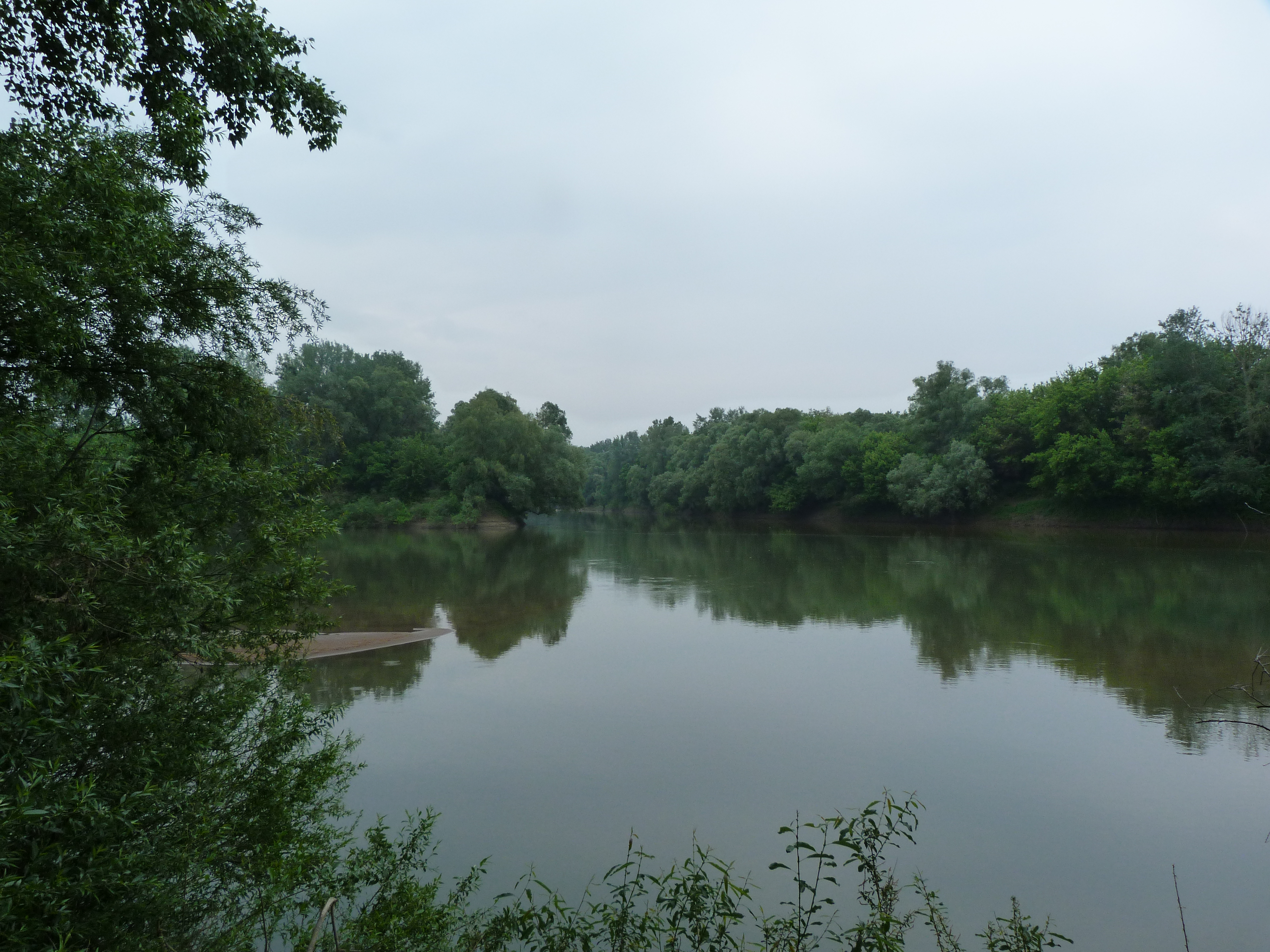
A Tisza és a Szamos összefolyása Gergelyiugornyánál

## Fekvése
Szabolcs-Szatmár-Bereg vármegye keleti részén, a magyar-ukrán határtól 21 kilométerre fekszik, a Tisza jobb partján, a Szamos torkolatával szemben. Vásárosnamény központjától mintegy 2 kilométerre keletre található, a központ felől a 2013-ban elkészült II. Rákóczi Ferenc hídon érhető el. Áthalad rajta a 41-es főút; Lónyával és Tarpával a 4113-as út köti össze.

## Története
A két elődtelepülés, Gergelyi és Ugornya már a középkorban is létezett. 
Vályi András szerint: „GERGELYI. Magyar falu Bereg Vármegyében, fekszik a’ Tiszaháti járásban.”
„UGORNYA. Magyar falu Bereg Várm. földes Urai Vay, és több Uraságok, lakosai katolikusok, és reformátusok, fekszik Vatkához nem meszsze, mellynek filiája.”
Fényes Elek szerint: „Gergelyi, magyar falu, Beregh vmegyében, ut. p. V. Naményhez 1/4 órányira a Tisza jobb partján: 16 r. kath., 4 g. kath., 385 ref., 30 zsidó lak. Ref. anyaszentegyház. Szénája, gyümölcse elég; szálokkal kereskedik. F. u. Vay, Somosy, s m.”
„Ugornya, Beregh vm. magyar falu, ut. p. V. Naményhez 1/4 órányira: 10 r. kath., 321 ref., 80 zsidó lak. Ref. anyaszentegyház. Syngóga. F. u. többen.”
1939-ben egyesültek és 1969 óta Vásárosnamény részei. Az 1990-es években a várostól való különválását kezdeményezték, ez azonban nem járt sikerrel.

## Nevezetességei
- Tiszai szabadstrand
- Atlantika Vízividámpark

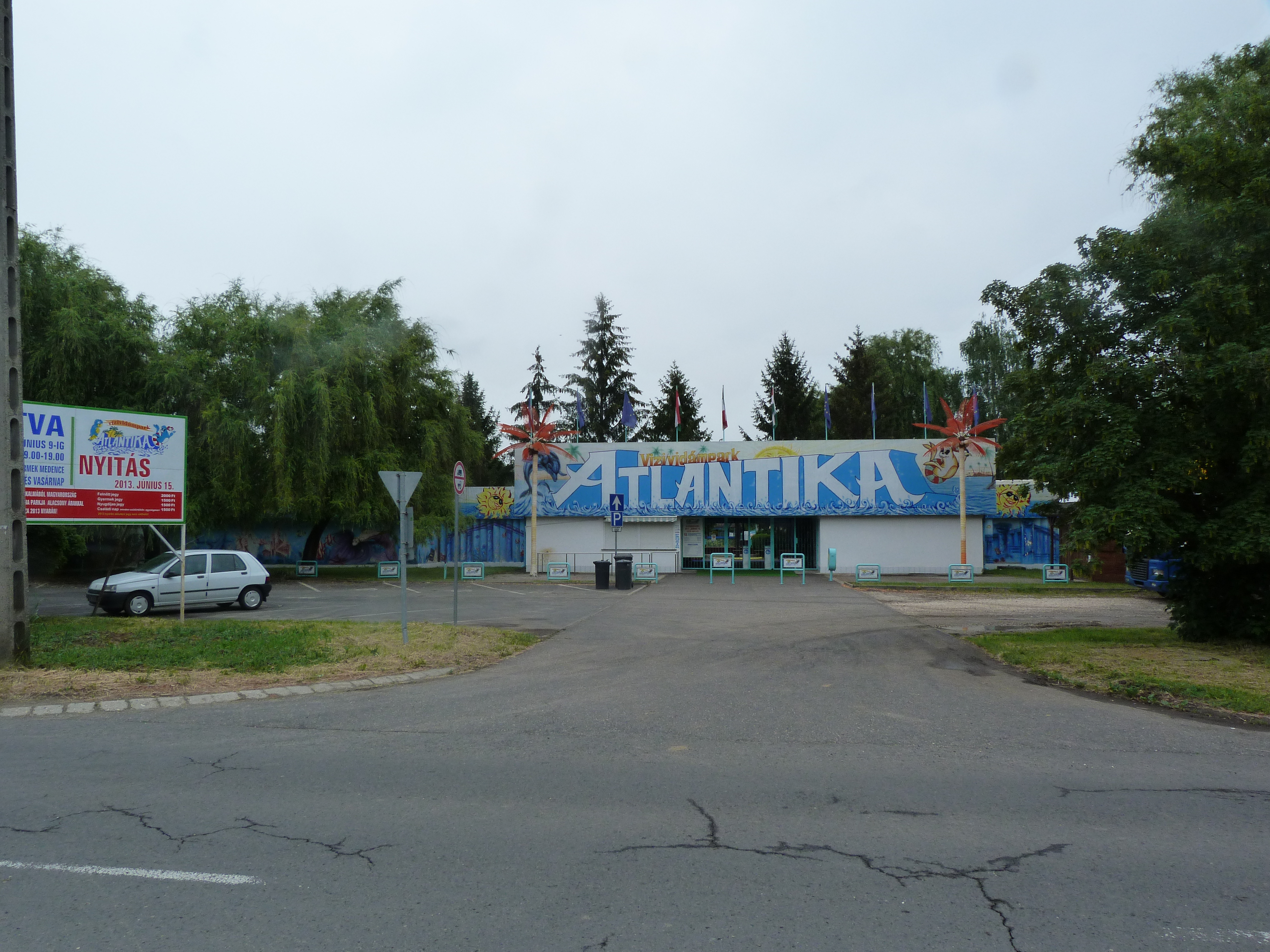
Atlantika Vízividámpark

- 3 templom (2 református, 1 katolikus)
- Az „Egyesülés lángja” emlékfaragvány a Petőfi Sándor ÁMK udvarán.

## Külső hivatkozások
- Vásárosnamény önkormányzatának honlapja
- Atlantika Vízividámpark